# New Freedom (Pensilvania)
New Freedom es un borough ubicado en el condado de York en el estado estadounidense de Pensilvania. En el año 2000 tenía una población de 3.512 habitantes y una densidad poblacional de 660.9 personas por km².

## Geografía
New Freedom se encuentra ubicado en las coordenadas 39°44′12″N 76°41′55″O / 39.73667, -76.69861.

## Demografía
Según la Oficina del Censo en 2000 los ingresos medios por hogar en la localidad eran de $66,458 y los ingresos medios por familia eran $70,319. Los hombres tenían unos ingresos medios de $46,563 frente a los $31,576 para las mujeres. La renta per cápita para la localidad era de $24,828. Alrededor del 2.7% de la población estaba por debajo del umbral de pobreza.